# 1989 في التلفزيون البريطاني
هذه قائمة بالأحداث المتعلقة التي حدثت بالتلفزيون البريطاني منذ عام 1989.

## الأحداث

### يناير
- 1 يناير -
  - ممثلو الجيران ومغني البوب كايلي مينوغ وجيسون دونوفان يصلان إلى المركز الأول في مخطط الفردي في المملكة المتحدة من خلال الثنائي «خصيصًا من أجلك». تم إصدار الأغنية في نوفمبر 1988، وظلت على رأس المخططات لمدة ثلاثة أسابيع.
  - يبث BBC1 العرض الأول لشبكة تلفزيون Amadeus ، وهو فيلم Miloš Forman على أساس مسرحية تحمل الاسم نفسه وهي سيرة ذاتية خيالية لـ Wolfgang Amadeus Mozart.[1]
- 2 كانون الثاني (يناير) - العرض الأول للتلفزيون البريطاني لمسلسل Sesame Street Presents: Follow That Bird على BBC1 والبحث بشكل يائس عن سوزان على BBC2.[2]
- 5 كانون الثاني (يناير) - عرض الحلقة الأولى من المسلسل الكوميدي ديزموندز على القناة الرابعة.
- 7 يناير - ينتقل عرض الرسم البياني من القناة 4 إلى ITV .
- 8 كانون الثاني (يناير) - تاريخ البث الأصلي لحلقة Only Fools and Horses هي Yuppy Love حيث يقع Del Boy من خلال حانة. حدد استطلاع عام 2006 المشهد الأكثر شعبية في البرنامج بأكمله، بينما تم تسميته أيضًا بالسابع أعظم لحظة تلفزيونية على الإطلاق في استطلاع عام 1999 للقناة الرابعة.
- 9 يناير - إطلاق Central News South ، وهي خدمة إخبارية محلية منفصلة لجنوب ميدلاندز، تغطي أوكسفوردشاير، جلوسيسترشاير، هيريفوردشاير وأجزاء من نورثهامبتونشاير وباكينجهامشير وويلتشير. يتم بث البرنامج من مركز أخبار جديد محوسب في أبينجدون.
- 16 يناير -
  - برنامج The Late Show ، وهو أول برنامج فني تلفزيوني يومي في بريطانيا، تقدمه سارة دونان على بي بي سي 2 مباشرة بعد برنامج Newsnight.[3] [4]
  - الظهور الأول للمسلسل التلفزيوني للأطفال الذي نال استحسان النقاد، Press Gang على قناة ITV.
- 20 يناير - BBC2 تبث تغطية حية لتنصيب جورج بوش كرئيس 41 للولايات المتحدة.[5]
- 22 يناير - ITV تطلق طبعة شاملة من Coronation Street ، والتي تبث بعد ظهر يوم الأحد. لكن التكرار لا تقطعت به السبل عبر الشبكة، حيث تبثه مناطق مختلفة في أوقات مختلفة. تقوم بعض المناطق، بما في ذلك التلفزيون المركزي، بنقل الحلقة في وقت لاحق إلى فتحة بعد ظهر يوم السبت، ويتم إسقاط الجامع في بعض المناطق من سبتمبر 1990.
- 26 كانون الثاني (يناير) - تم بث الحلقة الأولى من الحساب المشترك للمسلسل الهزلي على BBC1.

### فبراير
- فبراير - بدأت القناة 4 البث في استريو رقمي من Nicam ، مبدئيًا من جهاز الإرسال Crystal Palace ، قبل طرح جهاز إرسال وطني عبر جهاز الإرسال خلال عام 1990.
- فبراير - أعادت Anglia and Central Television جدولة مزرعة Emmerdale إلى 7 مساءا يومي الثلاثاء والخميس.
- 5 فبراير - تم إطلاق أول نظام DBS تجاري في العالم، Sky Television ، على الهواء.
- 6 فبراير - إطلاق سكاي نيوز البرنامج الرئيسي الإفطار سكاي نيوز شروق الشمس .
- 11 فبراير / شباط - عرض مسلسل Home and Away الأسترالي على التلفزيون البريطاني لأول مرة على قناة ITV . هذا هو ثاني صابون أسترالي متصل بالشبكة على ITV بعد ريتشموند هيل قصير العمر والذي كان لا يزال يبث خلال فترة ما بعد الظهر. تم تحديد موعد Home and Away في فترات المساء المبكرة إما الساعة 17:10 أو 18:00 أو 18.30 عبر مناطق ITV وأصبحت على الفور السلسلة المقابلة لبي بي سي الجيران يبث في الساعة 17:35. تستمر هذه الجدولة بعد ثلاثين عامًا مع وجود كلتا السلسلتين الآن في نفس الفتحات ولكن معًا على القناة الخامسة.
- 12 فبراير - ITV تطلق حملتها Find a Family لإيجاد منازل دائمة للشباب تحت الرعاية.
- 13 فبراير - إطلاق نشرة الطقس الوطنية ITV .
- 14 فبراير - الظهور الأول لقناة Channel 4 's Out يوم الثلاثاء ، وهو أول برنامج أسبوعي في المملكة المتحدة للمشاهدين المثليين والسحاقيات. بعد تغيير اسمه إلى Out ، تم بث البرنامج لأربع مسلسلات قبل أن يتم استبعاده في عام 1992.[6]
- 23 فبراير - شاهد حوالي 23 مليون مشاهد خروج الشخصية الشهيرة دن واتس (ليزلي جرانثام) من إيست إندرس . صور جرانثام مشاهده الأخيرة في العرض في خريف عام 1988 ولكن تم تأجيل خروجه في عام 1989 لتجنب تعرض العرض لضربة مزدوجة من فقدان دن بعد وقت قصير من خروج زوجته السابقة أنجي (أنيتا دوبسون) في أبريل 1988. تسقط الشخصية في قناة بعد إطلاق النار عليها، لكن مصير الشخصية الدقيق لم يتم تأكيده.
- 25 فبراير - أقيمت معركة بطولة WBA للوزن الثقيل التي طال انتظارها بين البريطاني فرانك برونو والاميركي مايك تايسون في فندق هيلتون في لاس فيجاس. بسبب فارق التوقيت بين بريطانيا والولايات المتحدة، تم بث المعركة على التلفاز في المملكة المتحدة في الساعات الأولى من يوم 26 فبراير. يفوز تايسون بعد أن أوقف الحكم المباراة في الجولة الخامسة.[7]

### مارس
- 2 مارس -
  - الإرسال الأول لأخي ديفيد ، وهو إصدار من سلسلة مدارس BBC2 Scene ، حيث يتحدث سيمون سكاربورو عن حياة شقيقه، ديفيد سكاربورو، الذي لعب في الأصل شخصية EastEnders Mark Fowler ، والذي سقط حتى وفاته من Beachy Head في عام 1988 . يتكرر البرنامج مرة أخرى في 19 يونيو للجمهور العام كجزء من شريط DEF II لـ BBC2.[8] [9] [10] [11]
  - بعد الكثير من الدعاية، تم عرض إعلان مدته دقيقتان عن بيبسي يظهر أغنية مادونا " Like a Prayer " أثناء استراحة تجارية على ITV ، بعد 12 دقيقة من The Bill .
- 6 مارس - لأول مرة من الفائزين من ثلاثة أجزاء ITV الدراما والخاسرون بطولة ليزلي غرانثام. المسلسل هو أول دور غرانثام بعد EastEnders .
- 9 مارس - على رأس الملوثات العضوية الثابتة ، ينضم الممثل الكوميدي ليني هنري إلى المقدم العادي نيكي كامبل للحصول على إصدار خاص من برنامج Comic Relief.
- 10 مارس - في يوم الأنف الأحمر الثاني، تبث قناة BBC1 بث ثماني ساعات telethon ، ليلة من الإغاثة الهزلية 2.[12]
- 15 مارس - قناة BBC1 تبث John's Not Mad ، [13] نسخة من الفيلم الوثائقي QED الذي ظلل جون ديفيدسون، البالغ من العمر 15 عامًا من Galashiels في اسكتلندا، بمتلازمة توريت الشديدة. يستكشف الفيلم حياة جون من حيث عائلته والمجتمع المترابط من حوله، وكيف يتعاملون جميعًا مع حالة يساء فهمها.[14]
- 31 مارس - آخر إرسال لـ Oracle on View يتم على القناة 4.
- مارس -
  - توصي هيئة البث المستقلة بأن يكون مقر القناة الخامسة خارج لندن، ويفضل أن يكون في موقع شمال برمنغهام.[15]
  - تُطلق قناة تشيلدرنز على الهواء مجانًا على Astra 1A ، [16] وتبث من الساعة 5 صباحًا حتى 10 صباحًا في أيام الأسبوع ومن 5 صباحًا إلى 12 ظهرًا في عطلات نهاية الأسبوع، ومشاركة الوقت مع لايف ستايل.

### أبريل
- 1 أبريل - ظهور خمس نجوم في برنامج Going Live على قناة CBBC ! للترويج لأحدث أغنيتهم " With Every Heartbeat ". أثناء اتصال هاتفي مباشر، يسيء إليك المتصل المراهق لفظيًا ويسأل عن سبب كونهم «حماقات جدًا». قطعت مقدمة البرامج سارة غرين المكالمة بسرعة مع استمرار الخطبة.[17] [18] [19] [20] [21] في سبتمبر 2019، اعتذر شخص يدعي أنه المتصل إليوت فليتشر للفرقة عن الحادث عبر حساب على وسائل التواصل الاجتماعي.[22] ومع ذلك، هناك شك في صحة الاعتذار بعد أن ادعى العديد من الأشخاص أنهم المتصل سيئ السمعة.[23]
- 2 - 3 أبريل - قناة ITV تبث The Heroes ، مسلسل تلفزيوني بريطاني أسترالي مبني على عملية جايويك في الحرب العالمية الثانية، وبطولة جون باخ وجيسون دونوفان.
- 3 أبريل -
  - القناة الرابعة تطلق برنامج الإفطار التلفزيوني القناة الرابعة يوميا . يعتمد البرنامج بشكل كبير على الأخبار والشؤون الجارية، حيث تركز القطاعات على الرياضة والتمويل وأنماط الحياة والفنون والترفيه والمناقشة. تم استبعاده في عام 1992 بعد فشله في الحصول على عدد كافٍ من المشاهدين وتم استبداله لاحقًا بـ The Big Breakfast .
  - يعرض المسلسل التلفزيوني الأسترالي للأطفال The Bartons أول ظهور تلفزيوني بريطاني له على BBC1.[24]
- 4 أبريل - ظهرت TUGS ، وهي سلسلة رسوم متحركة للأطفال من إنتاج Clearwater Features (الشركة التي كانت وراء الموسمين الأولين من Thomas the Tank Engine & Friends) على قناة ITV .
- 15 أبريل - تاريخ كارثة هيلزبره. توجد كاميرات BBC Television في ملعب هيلزبره لتسجيل مباراة نصف نهائي كأس الاتحاد الإنجليزي بين ليفربول ونوتنجهام فورست في برنامج Match of the Day الخاص بهم، ولكن عندما تتكشف الكارثة، يتم نقل الأحداث إلى عرضهم الرياضي المباشر، <i id="mwAQo">Grandstand</i> ، مما أدى إلى في تأثير عاطفي شديد على عامة السكان البريطانيين.
- 20 أبريل - أصبح جون ليزلي أول مقدم اسكتلندي لـ Blue Peter.[25]
- 21 أبريل - الذكرى السنوية الخامسة والعشرون لـ BBC2. يتضمن Prigramming إصدارًا من Arena حيث بدأ المؤلف Graham Greene في تتبع الاسم الذي يحمل اسمه الذي كان يمثله لسنوات عديدة، ونسخة من The Late Show التي تنظر في أوائل برنامج موسيقى الجاز BBC2 Jazz 625.[26]
- 24 أبريل -
  - يعمل النص التليفزيوني «سيفاكس» في بي بي سي كخدمة جزئية فقط بسبب إضراب نقابات البث.
  - انضم جون سنو إلى القناة الرابعة كمذيع الأخبار الرئيسي، ليحل محل بيتر سيسونز.
- 26 أبريل - تبث قناة BBC1 «حالة الاحتراق البشري العفوي»، وهو فيلم وثائقي QED يهدف إلى التحقيق في الحالات الواضحة لظاهرة الاحتراق البشري التلقائي، واحتراق الجسم البشري دون وجود مصدر خارجي واضح للاشتعال.[27]
- 27 أبريل - قامت قناة BBC2 ببث فيلم وثائقي مدته 40 دقيقة بعنوان «داخل برودمور»، وهو فيلم يعرض الحياة داخل مستشفى برودمور في بيركشاير.[28]

### مايو
- 2 مايو - بثت قناة آي تي في نسخة من الفيلم الوثائقي الثلاثاء الأول الذي يحقق في مذبحة ماي لاي خلال حرب فيتنام. تم عرض أربع ساعات في My Lai لاحقًا في الولايات المتحدة كجزء من سلسلة Frontline بعنوان تذكر My Lai.[29]
- 6 مايو - ريفا يوغوسلافيا تفوز بمسابقة الأغنية الأوروبية لعام 1989 مع أغنية Rock Me .
- 26 مايو -
  - ترفض المحكمة العليا طعنًا قانونيًا لإلغاء قيود البث التي فرضت في أكتوبر / تشرين الأول 1988 بعد أن قررت أن وزير الداخلية تصرف بشكل قانوني.[30]
  - بثت قناة ITV بث مباشر آخر مباراة في الموسم، بين ليفربول وأرسنال على ملعب أنفيلد. فاز أرسنال بلقب الدوري بآخر ركلة في الموسم بفضل هدف متأخر سجله مايكل توماس. يقال أن أكثر من 8 ملايين شخص قد ضبطوا.

### يونيو
- 19 حزيران (يونيو) - لأول مرة، تبث قناة BBC2 البث خلال الصباح عندما لا تظهر النهار في 2 . تبدأ البرامج في الساعة 10 صباحا، على عكس وقت الغداء.
- 22 يونيو -
  - جون كرافن ينطلق للمرة الأخيرة في برنامج أخبار الأطفال John Craven's Newsround . يستمر العرض تحت اسم Newsround .
  - نسخة من وقت السؤال تستعرض السنوات العشر التي قضاها روبن داي كمقدم العرض بينما يستعد للتنحي عن الدور. يتم تقديم النسخة من مسرح غرينوود في لندن، مع المتحدثين مايكل فوت، والسيدة أنطونيا فريزر، ومايكل هيسيلتين، وديفيد أوين.[31]
  - الظهور الأول لمسلسل ترافيك على القناة الرابعة، وهو دراما عن تجارة المخدرات غير المشروعة.

### يوليو
- 10 يوليو -
  - الطبعة الأولى من برنامج المجلة الموسيقية The O-Zone يبث على BBC1.[32]
  - تقدم قناة ITV عرضًا ثانيًا يوميًا للعبة Home and Away .
- 12 يوليو - إصدار خاص من وقت السؤال من باريس، فرنسا، هو آخر إصدار يترأسه روبن داي. المتحدثون في البرنامج هم ليون بريتان وشانتال كوير ودينيس هيلي وإيفيت رودي.[33]
- 19 يوليو - برنامج بانوراما بي بي سي يتهم شيرلي بورتر، الزعيمة المحافظة في مجلس مدينة وستمنستر، بالتلاعب في حدود الدوائر الانتخابية.
- 25 يوليو - تبث قناة ITV حلقة «لا تحب الاثنين»، وهي حلقة من مسلسل The Bill تعرض قصة تعرض فيها العديد من الشخصيات لسرقة بنك. تشهد الحلقة خروج بي سي بيت رامزي (الذي يلعبه نيك ريدينج)، الذي أطلق عليه أحد اللصوص النار في صدره أثناء حماية زميل له. مصير الشخصية ترك دون حل.
- 28 يوليو - برنامج الشؤون الجارية في تلفزيون لندن ويك إند يوم الجمعة الآن! تم استبعاده بعد عشرة أشهر على الهواء بسبب التصنيفات السيئة. من الخريف تم استبداله بـ Six O'Clock Live .
- - 30 يوليو قناة سكاي وتصنف ك سماء واحدة، وتحصر البث لبريطانيا وايرلندا.

### أغسطس
- 18-20 أغسطس - قدم مايكل أسبيل لعبة Murder Weekend ، وهي عبارة عن لغز جريمة قتل متلفز من خمسة أجزاء لقناة ITV . المسلسل، الذي ابتكرته وكتبته Joy Swift ، يرى مشاهير يحاولون حل جريمة قتل، مع دعوة المشاهدين أيضًا لتحديد هوية المشتبه به.[34]
- 25 أغسطس - روبرت مردوخ يلقي محاضرة MacTaggart التذكارية في مهرجان أدنبرة الدولي للتلفزيون حيث شن هجومًا على النخبوية الضيقة داخل صناعة التلفزيون البريطانية.[35]
- 27 أغسطس - موعد إطلاق أول قمر ماركوبولو، والذي سيكون بمثابة منصة للبث البريطاني عبر الأقمار الصناعية.
- 28 أغسطس - 3 سبتمبر - BBC1 تبث الأخبار 39 ، أسبوع من البرامج الإخبارية التي قدمتها سو لولي، بمناسبة الذكرى الخمسين لبدء الحرب العالمية الثانية. يتم تقديم كل إصدار في شكل نشرة إخبارية، حيث يتم الإبلاغ عن الأحداث كما لو كانت تحدث في الوقت الحاضر.

### سبتمبر
- لا أحداث.

### أكتوبر
- 1 أكتوبر - تم إطلاق أكبر شركة ترفيه في بريطانيا HIT Entertainment (التي كانت في الأصل شركة إنتاج Jim Henson تسمى Henson International Television). تتخصص الشركة في الحصول على الحقوق وتوزيع المسلسلات التلفزيونية للأطفال مثل Thomas and Friends و Bob the Builder و Barney and Friends و Fireman Sam و Pingu و Angelina Ballerina و The Wiggles .
- 2 أكتوبر -
  - إطلاق RTL Veronique ، محطة تلفزيونية تجارية هولندية خاصة تبث من لوكسمبورغ. تم بث القناة إلى أوروبا عبر القمر الصناعي Astra ، ولفتت الانتباه في أيامها الأولى بسبب خطها المتأخر من البرامج المثيرة. غيرت المحطة اسمها إلى RTL 4 في عام 1991.[36]
  - أعيد إطلاق برنامج الإفطار في بي بي سي «وقت الإفطار» ليصبح «أخبار الإفطار» .
- 4 أكتوبر - جيريمي باكسمان يجعل أول ظهور له كما مقدم BBC2 الصورة لبي بي سي .
- 11 أكتوبر -
  - الظهور الأول لمسلسل BBC1 Around the World في 80 يومًا مع مايكل بالين ، وهو مسلسل من سبعة أجزاء يبحر فيه مايكل بالين حول العالم، متبعًا الطريق الذي سلكته شخصية جول فيرن الخيالية Phileas Fogg.[37] المسلسل يختتم في 22 نوفمبر.[38]
  - إطلاق أحدث إصدار من Rover 200 . يتضمن جزء من ترويجها إعلانًا تلفزيونيًا يوقف فيه رجل زفاف عشيقته لشخص آخر قبل أن ينطلق الاثنان معًا في Rover 200، مصحوبًا بمسار " Up Where We Belong ".
- 20 أكتوبر - تقدم قناة ITV حلقة أسبوعية ثالثة من Coronation Street والتي تُبث يوم الجمعة الساعة 7:30 مساء.
- 29 أكتوبر - ظهرت رئيسة الوزراء مارغريت تاتشر في مقابلة والدن على قناة آي تي في مع بريان والدن. يعتبر موقف والدن المتشدد مع تاتشر أثناء البرنامج أحد الأشياء التي ساعدت في سقوطها في العام التالي.[39] [40]

### نوفمبر
- 1 تشرين الثاني (نوفمبر) - بثت قناة ITV فيلم «يوم واحد في حياة التلفزيون» ، وهو فيلم وثائقي تم تصويره بواسطة 50 من طاقم التصوير وهم ينظرون وراء كواليس التلفزيون البريطاني في 1 نوفمبر 1988 [41]
- 2 نوفمبر - الحلقة الأخيرة من Blackadder Goes Forth ، " Goodbyeee " تبث على BBC1.[42] مع واحدة من أكثر النهايات المؤثرة التي شوهدت على الإطلاق في التلفزيون البريطاني، يتم بثها قبل تسعة أيام من يوم الهدنة.
- 8 نوفمبر - عرض المسلسل الدرامي المراهق Byker Grove على BBC1.[43]
- 9 نوفمبر - عرضت الحلقة الأخيرة من Emmerdale Farm تحت عنوانها الأصلي.
- 14 نوفمبر - صابون يوركشاير التلفزيوني Emmerdale Farm تغير اسمه إلى Emmerdale بعد 17 عامًا.
- 16 نوفمبر - الظهور الأول للمسلسل الكوميدي للأطفال المعروف توني روبنسون Maid Marian and Her Merry Men.[44]
- 19 نوفمبر - 26 نوفمبر - أصبح الأمير قزوين ثاني كتاب نارنيا يتم بثه كمسلسل تلفزيوني من قبل هيئة الإذاعة البريطانية في جزأين.[45] [46]
- 20-24 تشرين الثاني (نوفمبر) - قام طيارو TVS بإصدار نسخة ليلية مدتها 30 دقيقة من برنامجها الإخباري «الساحل إلى الساحل» بعنوان «الساحل إلى الساحل المتأخر».[47]
- 21 نوفمبر - بدأت التغطية التليفزيونية لوقائع مجلس العموم.
- 22 نوفمبر -
  - بعد بدء التغطية التليفزيونية لمجلس العموم في اليوم السابق، أطلقت BBC2 تقريرًا موجزًا عن مداولات الأمس. وتسبق ذلك نشرة الثامنة صباحًا من «أخبار الإفطار».[48] في السابق، كان إنتاج الإفطار الوحيد على قناة BBC2 هو برامج الجامعة المفتوحة . يستمر عرض برامج الجامعة المفتوحة على BBC2 في وجبة الإفطار، ولكن في وقت مبكر.
  - تمت دعوة The Stone Roses للظهور في برنامج The Late Show على قناة BBC2. أثناء أدائهم، يتم قطع الكهرباء بسبب دوائر الحد من الضوضاء، مما دفع المغني إيان براون إلى الصراخ «هواة، هواة» بينما يحاول المقدم تريسي ماكلويد الارتباط بالعنصر التالي.
- 25 نوفمبر - تم اختيار هيلين شارمان كأول بريطانيا تسافر إلى الفضاء في برنامج مباشر بثته قناة ITV. كانت واحدة من 13000 شخص تقدموا للحصول على فرصة لتصبح رائدة فضاء بعد الرد على إعلان إذاعي، ورحلات إلى محطة مير الفضائية في عام 1991.[49]

### ديسمبر
- 3 كانون الأول (ديسمبر) - 24 كانون الأول (ديسمبر) - The Voyage of the Dawn Treader ، قصة أخرى من Narnia ، تم بثها على شكل مسلسل من أربعة أجزاء بواسطة BBC.[50] [51]
- 4 ديسمبر - قناة ITV تبث الحلقة 3000 من شارع التتويج .
- 6 كانون الأول (ديسمبر) - تم بث الحلقة الأخيرة من مسلسل Doctor Who ، الجزء 3 من Survival الذي استمر 26 عامًا، على BBC1 . لن يستأنف العرض البث المنتظم لمدة 16 عامًا، حيث كانت المادة الجديدة الوحيدة خلال هذا الوقت هي فيلم تليفزيوني أمريكي في عام 1996.
- 8 ديسمبر - ألان برادلي (مارك إيدن) دهس بشكل قاتل بواسطة ترام بلاكبول في شارع كورونيشن ، مما جعل أكبر جمهور للبرنامج على الإطلاق يبلغ ما يقرب من 27 مليون مشاهد، وهو رقم قياسي لا يزال حتى يومنا هذا.[52] [53]
- 11 ديسمبر - الظهور الأول لبرنامج The Art of Landscape على القناة 4، وهو برنامج يعرض مناظر ورسوم متحركة ومناظر طبيعية متغيرة ببطء مصحوبة بالموسيقى. في البداية برنامج مدته ثلاث ساعات، يتم بثه طوال الصباح عندما كانت مدارس ITV خارج البث، اعتبارًا من مارس 1990، تم تقليل الفتحة إلى 30 دقيقة وتم بثها قبل القناة الرابعة يوميًا . بعد الاختفاء من الجدول الزمني في أوائل عام 1991، يحقق البرنامج عودة لمرة واحدة في أغسطس 1997.
- 24 ديسمبر -
  - تبث قناة ITV الفيلم التلفزيوني الأصلي المقتبس عن رواية سوزان هيل " المرأة ذات الرداء الأسود".[54]
  - BBC1 تبث العرض شبكة التلفزيون من جيم هنسون الصورة 1986 مغامرة خيالية متاهة .
- 25 ديسمبر -
  - ومن أبرز يوم عيد الميلاد على BBC1 العرض أول شبكة التلفزيون من التمساح دندي و باتجاه حركة عقارب الساعة.[55]
  - تشمل أبرز أحداث يوم عيد الميلاد على ITV العروض التلفزيونية الأولى لشبكة The BFG و Down and Out في بيفرلي هيلز .
- 26 ديسمبر - تشمل أبرز أحداث يوم الملاكمة على قناة ITV العروض التلفزيونية الأولى لشبكة عودة الجيداي والشعب الذي لا يرحم .
- 28 ديسمبر - ضيف بول جامباشيني يقدم نسخة خاصة بنهاية العقد من Top of the Pops مع مايك ريد.[56]
- 29 ديسمبر - ديردري بارلو تواجه زوجها كين في شارع التتويج قبل أن تطرده، منهية زواجهم التلفزيوني الذي دام عقدًا من الزمان.
- 31 ديسمبر -
  - BBC1 يقول وداعا لثمانينيات القرن الماضي مع كلايف جيمس في الثمانينيات ، وهو برنامج خاص مدته ساعتان يراجع العقد.[57]
  - BBC2 لديها استعراضها الخاص للثمانينيات، مع The Late Show Eighties ، الذي يعرض أبرز موسيقى الروك في الثمانينيات.[58]
  - برنامج الرسوم المتحركة التلفزيوني الخاص غرانبا استنادًا إلى كتاب لمؤلف ورسام الأطفال الإنجليزي المخضرم جون بورننغهام وإنتاج جون كوتس وإخراج ديان جاكسون الأفضل للعمل في فيلم الرسوم المتحركة البريطاني الخاص بعيد الميلاد The Snowman يتم عرضه على القناة 4 الساعة 6:30 مساء.
- ديسمبر
  - تقدم الحكومة مشروع قانون البث المثير للجدل إلى البرلمان. سوف يمهد الطريق لتحرير التلفزيون التجاري.[59]
  - جلسة في محكمة الاستئناف تؤيد حظر البث.[60]

## لأول مرة

### بي بي سي الأولى
- 3 يناير - جرينكلو (1989-1990)
- 4 يناير - Tom's Midnight Garden (1989)
- 5 يناير - حافلة ديسكو دوبي داك (1989-1992)
- 6 يناير - صنع (1989-1991)
- 22 يناير - كامبيون (1989-1990)
- 26 يناير - الحساب المشترك (1989-1990)
- 28 يناير - منتصف الليل المتصل (1988-1991)
- 15 فبراير - ذا كونتري بوي (1989)
- 19 فبراير - لورا والاضطراب (1989)
- 9 مارس - لمسة من التوابل (1989)
- 2 أبريل - مايو - ديسمبر (1989-1994)
- 3 أبريل - بارتونز (1988)
- 6 أبريل - الأعمال الصعبة (1989-1991)
- 7 أبريل - لعبة العدالة (1989-1990)
- 2 مايو - خذني إلى المنزل (1989)
- 12 مايو - القفز على الطابور (1989)
- 20 مايو - هذا هو Showbusiness (1989-1996)
- 10 يونيو - شيء لعطلة نهاية الأسبوع (1989)
- 9 يوليو - تشيلورث (1989)
- 17 أغسطس - العائلات السعيدة (1989-1990)
- 8 سبتمبر - تحدي أنيكا (1989-1995 ، 2006)
- 13 سبتمبر -
  - بودجر وبادجر (1989-1999)
  - فانتاستيك ماكس (1988-1990)
- 14 سبتمبر -
  - البازلاء بودينجتون (1989)
  - بيني كرايون (1989-1990)
  - في اتجاه عقارب الساعة (1989-1991)
- 19 سبتمبر - نادي الفردوس (1989-1990)
- 28 سبتمبر - بلاكادر يذهب فورث (1989)
- 2 تشرين الأول (أكتوبر) - أخبار الإفطار (1989-2000)
- 5 أكتوبر - بلوبيردز (1989)
- 16 أكتوبر - الطيور على أشكالها (1989-1998 بي بي سي، 2014 حتى الوقت الحاضر ITV)
- 29 أكتوبر - حب الأم (1989)
- 8 نوفمبر - بيكر غروف (1989-2006)
- 16 نوفمبر -
  - الخادمة ماريان ورجالها المرحون (1989-1994)
  - فيكتوريا وود (1989)
- 19 نوفمبر - الأمير قزوين / رحلة الفجر الملامس (1989)
- 26 نوفمبر - شجرة الزنجبيل (1989)
- 29 نوفمبر - بلاكايز (1989)
- 28 ديسمبر - عرض الدب يوغي الجديد (1988)
- 29 ديسمبر - الانهيار التجاري (1989-2008)

### بي بي سي الثانية
- 4 يناير - الملاك المظلم (1989)
- 13 يناير - قليلا من فراي ولوري (1989-1995)
- 1 مارس - ظل الخناق (1989)
- 3 أبريل - كريس وكرامبل (1989)
- 12 مايو - KYTV (1989-1993)
- 19 مايو - طريق تيجو (1989-1990)
- 9 يونيو - أنا، لوفيت (1989-1993)
- 16 يونيو - مورنين سارج (1989)
- 10 يوليو - منطقة O (1989-2000)
- 4 أكتوبر - عمل جميل (1989)
- 22 تشرين الأول (أكتوبر) - The Smoggies (1988-1991)
- 1 نوفمبر - إيجار الصيف (1989)
- 31 ديسمبر - أواخر الثمانينيات [61]

### القناة 4
- 1 يناير - الكلب الذي مات (1989)
- 5 كانون الثاني (يناير) ديزموند (1989-1994)
- 20 فبراير - التصرف السيئ (1989)
- 3 نيسان (أبريل) - القناة الرابعة (1989-1992)
- 8 أبريل - عالم ديفيد الجنوم (1985)
- 23 نيسان (أبريل) - أطفال هندرسون (1985-1987)
- 23 مايو - بالتأكيد (1989-1993)
- 30 مايو - سجناء الطفولة (1989)
- 11 يونيو - المديرة (1989-1990)
- 22 يونيو - ترافيك (1989)
- 17 أكتوبر - اللحظات اللاصقة (1989-1990)
- 31 ديسمبر - غرانبا (1989)

### قناة سكاي / الأولى
- 5 فبراير -
  - دوللي (1987-1988)
  - ابنة سبيرفيلد (1986)
- 6 فبراير - Sky Star Search (1989-1991)
- 3 سبتمبر - 21 جامب ستريت (1987-1991)
- 15 أكتوبر - أمريكا (1987)
- غير معروف - ماي ليتل بوني (1986-1987)

### سكاي نيوز
- 6 فبراير - شروق الشمس (1989-2019)

### قناة الأطفال
- 24 أبريل - ديبلودوس (1988)
- 27 يونيو - Broomstick Cottage (1989)
- مجهول -
  - بحث Zardip عن عافية صحية (1988)
  - بولي (1989-1991)
  - COPS (1988-1989)
  - المخادعون (1986)

## القنوات

### قنوات جديدة
| تاريخ    | قناة                             |
| -------- | -------------------------------- |
| 5 فبراير | سكاي نيوز، سكاي موفيز، يوروسبورت |
| 1 أبريل  | قناة ديسكفري أوروبا              |

### القنوات البائدة
| تاريخ | قناة                         |
| ----- | ---------------------------- |
| يوليو | العرض الأول (قناة تلفزيونية) |

### القنوات المعاد تسميتها
| تاريخ    | اسم قديم  | اسم جديد |
| -------- | --------- | -------- |
| 31 يوليو | قناة سكاي | سكاي وان |

## برامج تلفزيونية

### تغييرات الانتماء إلى الشبكة
| عروض                    | انتقل من     | انتقل الى    |
| ----------------------- | ------------ | ------------ |
| الروابط العائلية        | القناة 4     | سكاي وان     |
| قول الحقيقه             | القناة 4     | ITV          |
| عالم داود الجنوم        | القناة 4     | قناة الأطفال |
| برج                     | ITV          | قناة الأطفال |
| في المتاهة              | ITV          | قناة الأطفال |
| كامبرويك جرين           | BBC1         | القناة 4     |
| ترومبتون                | BBC1         | القناة 4     |
| تشيجلي                  | BBC1         | القناة 4     |
| رووبارب                 | BBC1         | القناة 4     |
| كابتن بوجواش            | BBC1         | القناة 4     |
| ماري ومونجو وميدج       | BBC1         | القناة 4     |
| مغامرات السير برانسيلوت | BBC1         | القناة 4     |
| الأرحام                 | BBC1         | ITV          |
| روكي هولو               | قناة الأطفال | ITV          |

### العودة هذا العام بعد انقطاع لمدة عام أو أكثر
- شاهد مع الأم (1946-1973) (1987، 1989 ، 1993 VHS فقط)

## البرامج التلفزيونية المستمرة

### عشرينيات القرن الماضي
- بي بي سي ويمبلدون (1927-1939، 1946-2019، 2021 حتى الآن)

### الثلاثينيات
- سباق القوارب (1938-1939، 1946-2019)
- بي بي سي للكريكيت (1939، 1946-1999، 2020-2024)

### الأربعينيات
- تعال للرقص (1949-1998)

### الخمسينيات
- بانوراما (1953 حتى الآن)
- فرصة نوكس (1956-1978، 1987-1990)
- هذا الأسبوع (1956-1978، 1986-1992)
- ماذا تقول الأوراق (1956-2008)
- السماء في الليل (1957 إلى الوقت الحاضر)
- بلو بيتر (1958 إلى الوقت الحاضر)
- المدرج (1958-2007)

### الستينيات
- شارع التتويج (1960 إلى الوقت الحاضر)
- أغاني التسبيح (1961 - حتى الآن)
- العالم في العمل (1963-1998)
- دكتور هو (1963-1989)
- توب أوف ذا بوبس (1964-2006)
- مباراة اليوم (1964 حتى الآن)
- السيد والسيدة (1964-1999، 2008-2010، 2012 حتى الآن)
- Jackanory (1965-1996، 2006 حتى الآن)
- سبورتس نايت (1965-1997)
- برنامج المال (1966-2010)
- المباراة الكبيرة (1968-2002)

### السبعينيات
- قوس قزح (1972-1992، 1994-1997)
- إميرديل (1972 حتى الآن)
- نيوزراوند (1972 حتى الآن)
- آخر نبيذ الصيف (1973-2010)
- هكذا الحياة! (1973-1994)
- أتمنى لو كنت هنا...؟ (1974-2003)
- أرينا (1975 إلى الوقت الحاضر)
- جيم سوف يصلحه (1975-1994)
- رجل واحد وكلبه (1976 إلى الوقت الحاضر)
- جرانج هيل (1978-2008)
- بلانكتي بلانك (1979-1990، 1997-2002)
- عرض بول دانيلز السحري (1979-1994)
- عرض ترويجي للتحف (مسلسل تلفزيوني بريطاني) (1979 إلى الوقت الحاضر)
- وقت السؤال (1979 إلى الوقت الحاضر)

### 1980s
- الأطفال المحتاجون (1980 إلى الوقت الحاضر)
- برجراك (1981-1991)
- "Allo" Allo! (1982-1992)
- ووغان (1981-1992)
- بروكسايد (1982-2003)
- العد التنازلي (1982 إلى الوقت الحاضر)
- Timewatch (1982 إلى الوقت الحاضر)
- حق الرد (1982-2001)
- لا تنتظر (1983-1990)
- Good Morning Britain (1983-1992، 2014 حتى الآن)
- الثلاثاء الأول (1983-1993)
- الطريق السريع (1983-1993)
- الافلام (1983-1993، 1994-1995، 1997، 2000-01، 2012)
- بوب فول هاوس (1984-1990)
- وايد ويك كلوب (1984-1992)
- آسبيل وشركاه (1984-1993)
- صورة البصق (1984-1996)
- مشروع القانون (1984-2010)
- سباق القناة الرابعة (1984-2016)
- موطن لروست (1985-1990)
- طريق هواردز (1985-1990)
- عطلة بوسمان (1985-1993)
- إيست إندرس (1985 إلى الوقت الحاضر)
- تقرير كوك (1985-1998)
- Crosswits (1985-1998)
- الشاشة الثانية (1985-1998)
- مدمنو Telly (1985-1998)
- الإغاثة المصورة (1985 إلى الوقت الحاضر)
- الخبز (1986-1991)
- ضربات الفرشاة (1986-1991)
- الفيديو العاري (1986-1991)
- بون (1986-1992، 1995)
- ScreenPlay (1986-1993)
- كل ثانية مهمة (1986-1993)
- لوفجوي (1986-1994)
- Beadle's About (1986-1996)
- عرض الرسم البياني (1986-1998، 2008-2009)
- ضحية (1986 إلى الوقت الحاضر)
- كلورتس (1987-1995)
- بدء البث المباشر! (1987-1993)
- مشاهدة (1987-1993)
- الزمان والمكان (1987-1996)
- الذهاب للذهب (1987-1996، 2008-2009)
- رسائل متسلسلة (1987-1997)
- ChuckleVision (1987-2009)
- بلاي بوكس (1987-1992)
- عرض نويل يوم السبت (1988-1990)
- مسرحية واحدة (1988-1991)
- الكل متماسك (1988-1991)
- يمكنني فعل ذلك (1988-1991)
- بعد هنري (1988-1992)
- بارك أفينيو (1988-1992)
- الكونت دوكولا (1988-1993)
- أنت رانج يا سيد؟ (1988-1993)
- تتحدى! (1988-1997)
- أيام اللعب (1988-1997)
- حرق لندن (1988-2002)
- على السجل (1988-2002)
- خمسة عشر إلى واحد (1988-2003، 2013 حتى الآن)
- القزم الأحمر (1988-1999، 2009 حتى الآن)
- هذا الصباح (1988 إلى الوقت الحاضر)
- غارفيلد والأصدقاء (1988-1994)

## تنتهي هذا العام
- 10 فبراير - هاي ستريت بلوز (1989)
- 29 مارس - Tumbledown Farm (1988-1989)
- 19 نيسان / أبريل تشارلي تشوك (1988-1989)
- 26 نيسان / أبريل - بارني (1988-1989)
- 1 مايو - عرض بيني هيل (1955-1989)
- 16 مايو - برج الكتاب (1979-1989)
- 5 يونيو - متى سأكون مشهورًا (1989)
- 6 يونيو - لواء العلكة (1989)
- 18 يونيو - ثلاثة أب، اثنان أسفل (1985-1989)
- 27 يونيو - TUGS (1989)
- 11 يوليو - بريتس (1987–1989)
- 17 يوليو - قواعد الاشتباك (1989)
- 23 يوليو - حكايات غابة شيروود (1989)
- 24 يوليو - ترافيك (1989)
- 8 أغسطس - زاحف كراوليز (1987-1989)
- 15 أغسطس - CAB (1986-1989)
- 21 أغسطس - دراماراما (1983-1989)
- 30 أغسطس - أي شيء أكثر سيكون جشعًا (1989)
- 1 سبتمبر - Bangers and Mash (1989)
- 20 سبتمبر - EMU-TV (1989)
- 29 سبتمبر - وقت الإفطار (1983-1989)
- 8 أكتوبر - الأول من نبيذ الصيف (1988-1989)
- 13 أكتوبر - صفقة مربعة (1988-1989)
- 25 أكتوبر - الاعتراف (1989)
- 19 نوفمبر - حب الأم (1989)
- 25 نوفمبر - ساراسين (1989)
- 1 ديسمبر - قليل من العمل (1989)
- 6 كانون الأول (ديسمبر) - دكتور هو (1963-1989 ، 1996، 2005 حتى الآن)
- 7 ديسمبر - ذا بودينجتون بيز (1989)
- 17 ديسمبر - شجرة الزنجبيل (1989)
- 18 ديسمبر - صائدو الأشباح الحقيقيون (1986-1991)
- 24 كانون الأول (ديسمبر) - دوائر متناقصة باستمرار (1984-1989)

## المواليد
- 8 فبراير - داني هارمر، ممثلة
- 2 مارس - ناتالي إيمانويل، ممثلة
- 23 يوليو - دانيال رادكليف، ممثل (أفلام هاري بوتر)

## حالات الوفاة
| تاريخ     | اسم            | عمر | مصداقية سينمائية                                                                |
| --------- | -------------- | --- | ------------------------------------------------------------------------------- |
| 27 يناير  | آرثر مارشال    | 78  | كاتب وفكاهي وعضو منتظم في Call My Bluff                                         |
| 21 فبراير | روبرت دورنينج  | 75  | موسيقي وممثل                                                                    |
| 12 أبريل  | جيرالد فيضان   | 61  | الممثل                                                                          |
| 1 يوليو   | جوان كوبر      | 66  | ممثلة                                                                           |
| 4 يوليو   | جاك هيج        | 76  | ممثل ('Allo' Allo!، Crossroads)                                                 |
| 11 يوليو  | لورانس اوليفر  | 82  | الممثل والمخرج والمنتج وراوي المسلسل الوثائقي التاريخي The World at War         |
| 23 يوليو  | مايكل سوندين   | 28  | مقدم وممثل (بلو بيتر)                                                           |
| 4 أكتوبر  | جراهام تشابمان | 48  | ممثل كوميدي وممثل وكاتب وطبيب وأحد الأعضاء الستة في فرقة الكوميديا مونتي بايثون |